# Mythème

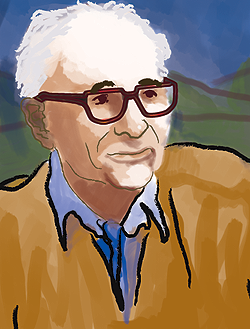
Claude Lévi-Strauss, créateur du néologisme "mythème"

Un mythème est un énoncé élémentaire constitutif d'un mythe. Ce néologisme a été créé par Claude Lévi-Strauss sur le modèle de morphème et de phonème.
Par exemple, « le héros est un chasseur » est un mythème applicable au mythe de Polyphème. Les mythèmes sont des unités fondamentales et génériques (définissant typiquement une relation entre un personnage, un évènement, un thème) utilisées et agencées par les différentes versions d'un mythe.
À partir de ces structures de mythèmes, il est possible d’établir une phylogénie des mythes (les liens de parentés entre les différents récits) comme cela se fait en biologie pour reconstituer l'arborescence du vivant.
Par exemple, les mythes d'Adonis et d'Osiris partagent plusieurs éléments, suggérant le recyclage d'éléments d'un mythe ancien.